# Cicló Pam

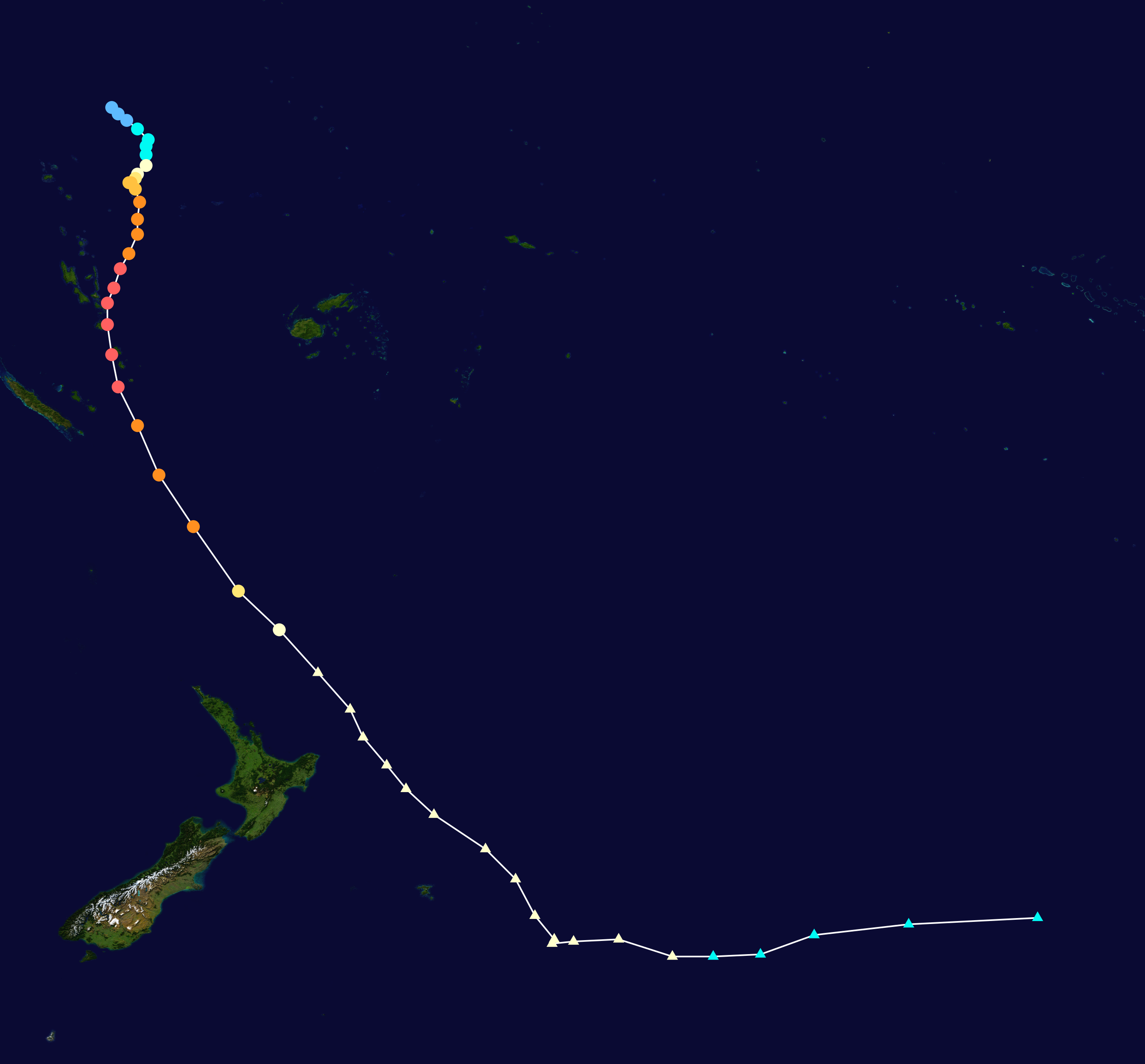
Trajectòria del cicló Pam, segons l'Escala d'huracans de Saffir-Simpson

El cicló tropical sever Pam (designació RSMC Nadi: 11F, designació JTWC: 17P) és un intens cicló tropical que va devastar especialment l'illa de Vanuatu. És considerat com el pitjor desastre natural en la història de Vanuatu. Com a mínim 24 persones han mort en aquesta nació arxipèlag, amb moltes altres pèrdues humanes encara no cofirmades.

## Historial meteorològic
A inicis del 6 de març de 2015 el servei meteorològic de Fiji informà de la formació d'una pertorbació tropical, anomenada 11F a 1200 km al nord-oest de Port Vila, Vanuatu. En els dies segúents el sistema ciclònic es va intensificar gradualment fins que el 9 de març es va convertir en un cicló tropical de la categoria 1 en l'escala australiana de ciclons tropicals i el van nomenar: Pam.

## Zones afectades
- Papua Nova Guinea
- Fiji
- Kiribati
- Illes Solomon
- Tuvalu
- Vanuatu
- Nova Caledònia
- Nova Zelanda